# Hexatoma ishigakiensis
Hexatoma ishigakiensis är en tvåvingeart som beskrevs av Alexander 1935. Hexatoma ishigakiensis ingår i släktet Hexatoma och familjen småharkrankar. Inga underarter finns listade i Catalogue of Life.